# Сьмярдово
Сьмярдово (пол. Śmiardowo, нім. Schmirdtkeim) — село в Польщі, у гміні Семпополь Бартошицького повіту Вармінсько-Мазурського воєводства.
Населення — 180 осіб (2011).

## Демографія
Демографічна структура станом на 31 березня 2011 року:
|          | Загалом | Допрацездатний вік | Працездатний вік | Постпрацездатний вік |
| -------- | ------- | ------------------ | ---------------- | -------------------- |
| Чоловіки | 97      | 18                 | 73               | 6                    |
| Жінки    | 83      | 17                 | 52               | 14                   |
| Разом    | 180     | 35                 | 125              | 20                   |